# Дешпортіву Короа
Групу Дешпортіву Короа да Брава або просто Дешпортіву Короа (порт. Grupo Desportivo Coroa da Brava) — аматорський кабовердійський футбольний клуб з міста Носса Сеньйора ду Монте, на острові Брава.

## Історія
Групу Дешпортіву Короа да Брава було засновано 2004 року в місті Мату на острові Брава. До безсумнівних успіхів клубу необхідно віднести друге місце в Чемпіонаті острова в сезонах 2003-04 років (відстав від тодішнього чемпіона острова лише на 3 очки), 2004-05 років, 2005-06 років, 2006-07 років, 2009-10 років; третє місце — в сезоні 2008-09 років  . Але найбільшим успіхом клубу є перемога в Чемпіонаті острова в сезоні 2007-08 років. Того ж сезону Дешпортіву Короа дебютували в національному чемпіонаті, де потрапили до групи В. В цій групі команда спромоглася лише одного разу зіграти в нічию та набрала лише 1 очко (забила лише 3 м'яча у ворота суперників). Останніми роками команда висупає менш вдало, на цьому фоні 3-тє місце в Чемпіонаті сезону 2014-15 років можна вважати успіхом.

## Логотип
Логотип клубу складається з трьох елементів: корони у верхній частині логотипу, щита по середині та стрічки в нижній частині.
Корона у верхній частині логотипу представлена зображенням захисного муру сірого кольору з цегли та зодотистих сторожвих башт золотистого кольору, які мають вхідні ворота (останніх на зображенні дві цілі по середині, а зліва та зправа — половини).
Середня частина логотипу клубу представлена у вигляді щита. Ліва сторона щита має чорний колір, а права — червоний. Верхня частина щита розділена навпіл: ліва — чорного кольору, а права — червоного. Нижня частина щита представлена схематичним зображенням острова у вигляді скелі сірого кольору. Сам щит білого кольору (оскільки внутрішня площу щита частково перекриває схематичним зображенням острова, то решту площини можна розглядати як небо), на ньому зображено три п'ятипроменеві зірки однакового розміру. Середня зірка знаходиться дещо вижче ніж інші і її права частина чорного кольору, а ліва — червоного. Зірка, що знаходиться у правій частині щита, має чорний колір, а в лівій частині — червоного.
Нижня частина логотипу представлена стрічкою. Як і обрамлення щита, обрамлення стрічки можна також розподілити навпіл: права частина — чорного кольору, а ліва — червоного. У лівій частині стрічки великими чорними літерами можна прочитати напис «Grupo Desportivo», а в правій — великими червоними літерами можна прочитати напис «Coroa da Brava».

## Досягнення
- Чемпіонат острова Брава: 1 перемога

переможець — 2007-08
віце-чемпіон — 2003-04, 2004-05, 2005-06, 2006-07, 2009-10, 2014-15
бронзовий призер — 2008-09

## Статистика виступів у чемпіонатах та кубках

### Національний чемпіонат
| Сезон   | Див.    | Міс.    | Іг. | В | Н | П | ЗМ | ПМ | РМ  | О | Примітки     | Плей-оф         |  |
| ------- | ------- | ------- | --- | - | - | - | -- | -- | --- | - | ------------ | --------------- |  |
| 2008    | 1A      | 6       | 5   | 0 | 1 | 4 | 3  | 13 | -10 | 1 | Не пробилися | Не брали участі |  |
| Всього: | Всього: | Всього: | 5   | 0 | 1 | 4 | 3  | 13 | -10 | 1 |              |                 |  |

### Острівний чемпіонат
| Сезон   | Див. | Міс. | Іг. | В | Н | П  | ЗМ | ПМ | РМ  | О | Кубок | Відкритий   | Примітки |
| ------- | ---- | ---- | --- | - | - | -- | -- | -- | --- | - | ----- | ----------- | -------- |
| 2003-04 | 2    | 2    | 10  | - | - | -  | -  | -  | -   | - |       |             |          |
| 2004-05 | 2    | 2    | 10  | - | - | -  | -  | -  | -   | - |       |             |          |
| 2005-06 | 2    | 2    | 10  | - | - | -  | -  | -  | -   | - |       |             |          |
| 2006-07 | 2    | 2    | 10  | - | - | -  | -  | -  | -   | - |       |             |          |
| 2007-08 | 2    | 1    | 10  | - | - | -  | -  | -  | -   | - |       |             |          |
| 2008-09 | 2    | 3    | 10  | - | - | -  | -  | -  | -   | - |       |             |          |
| 2009-10 | 2    | 2    | 10  | - | - | -  | -  | -  | -   | - |       |             |          |
| 2011-12 | 2    | 6    | 12  | - | - | -  | -  | -  | -   | - |       |             |          |
| 2012-13 | 2    | 6    | 12  | - | - | -  | -  | -  | -   | - |       |             |          |
| 2013-14 | 2    | 6    | 12  | 1 | 5 | 6  | 7  | 22 | -15 | 4 |       |             |          |
| 2014-15 | 2    | 2    | 12  | 1 | 1 | 10 | 13 | 46 | -33 | 4 |       | не відбувся |          |

## Деякі статистичні дані
- Найкращий рейтинг: 6-те місце - Група «B» (національний чемпіонат)
- Виступів: одного разу (національний чемпіонат), 12 (острівний чемпіонат)
- Загальна кількість забитих м'ячів: 3 (національний чемпіонат)
- Загальна кількість набраних очок: 1 (національний чемпіонат)